# Per-Olof Eriksson (civilingenjör)
Per-Olof Eriksson, född 1 mars 1938, är en svensk civilingenjör och näringslivsprofil. Han var verkställande direktör och koncernchef för verkstadsbolaget Sandvik AB från 1984 till 1994 samt har även innehaft flera styrelseuppdrag. Han har under 00-talet profilerat sig som klimatskeptiker.

## Biografi
Eriksson växte upp i värmländska Degerfors. Han är civilingenjör i teknisk fysik vid Kungliga tekniska högskolan och teknologie hedersdoktor vid Luleå tekniska universitet. Han har varit vd för Seco Tools AB samt vd och koncernchef för verkstadsbolaget Sandvik från 1984 till 1994. Han har tidigare varit styrelseledamot i bl.a. Volvo, Assa Abloy, Custos, Handelsbanken, Sandvik AB, Skanska, SKF, Preem Petroleum och SSAB. Han är styrelseordförande i FerroNordic Machine AB, Odlander Fredrikson & Co AB (Rådgivningsbolag till venturekapitalfonden HealthCap), styrelseledamot i , Kamstrup AB, Södersjukhuset AB och Investment AB Öresund samt sedan 1990 ledamot i Kungliga Ingenjörsvetenskapsakademien.
Tillsammans med Rune Andersson väckte Eriksson uppståndelse i EMU-debatten när han som näringslivsprofil öppet tog ställning mot EMU.

### Åsikter om global uppvärmning
Han har uppmärksammats i media för att han inte delar den, av forskare, förhärskande teorin att atmosfärens halt av koldioxid väsentligt påverkar den globala uppvärmningen och att utsläpp av mänskligt producerad koldioxid utgör ett klimathot.
I en debattartikel 5 juni 2008 hävdar han att "koldioxid är livets gas, oundgänglig för allt liv på jorden. Kan verkligen klimatet vara hotat av livets gas?". Därför bör inte heller utsläppen av koldioxid begränsas, enligt Eriksson. Han hävdar att "klimathotet har blivit som en religion. Det är många som tycker som jag men inte vågar säga det." Erikssons åsikter fick stöd av Sverker Martin-Löf och några andra näringslivsföreträdare.
Den 16 januari 2009 uppmärksammades Eriksson åter för sina åsikter om global uppvärmning. Han publicerade då en ny debattartikel i Dagens Industri, med titeln Nu är jag ännu säkrare på att klimathotet är en bluff. Eriksson kallar sig "en sansad miljövän som inte vill slösa med jordens resurser" och pekar på att "koldioxidskatter orsakar nedläggning av normalt konkurrenskraftiga anläggningar som sedan byggs i andra delar av världen – vilket inte minskar koldioxidutsläppen". Han driver tesen att det saknas bevis för en påtaglig uppvärmning. Hans råd till beslutsfattarna i näringslivet är att inte bygga sina affärer på att koldioxid är farligt, eftersom det är en huvudsakligen nyttig och livsnödvändig gas. Under 2013 har tagit initiativ till, samt medverkat med ett förord i, boken Domedagsklockan : och myten om jordens ständiga undergång, som bland annat synar de han anser är dagens domedagsprofeter och deras motiv.
Eriksson är en av de svenska undertecknarna av ett upprop publicerat 2019 från Climate Intelligence (CLINTEL) med rubriken "Det finns ingen klimatkris", och som starkt motsätter sig "den skadliga och orealistiska CO2-nollpolitiken som föreslagits för 2050".